# Leticia Dolera

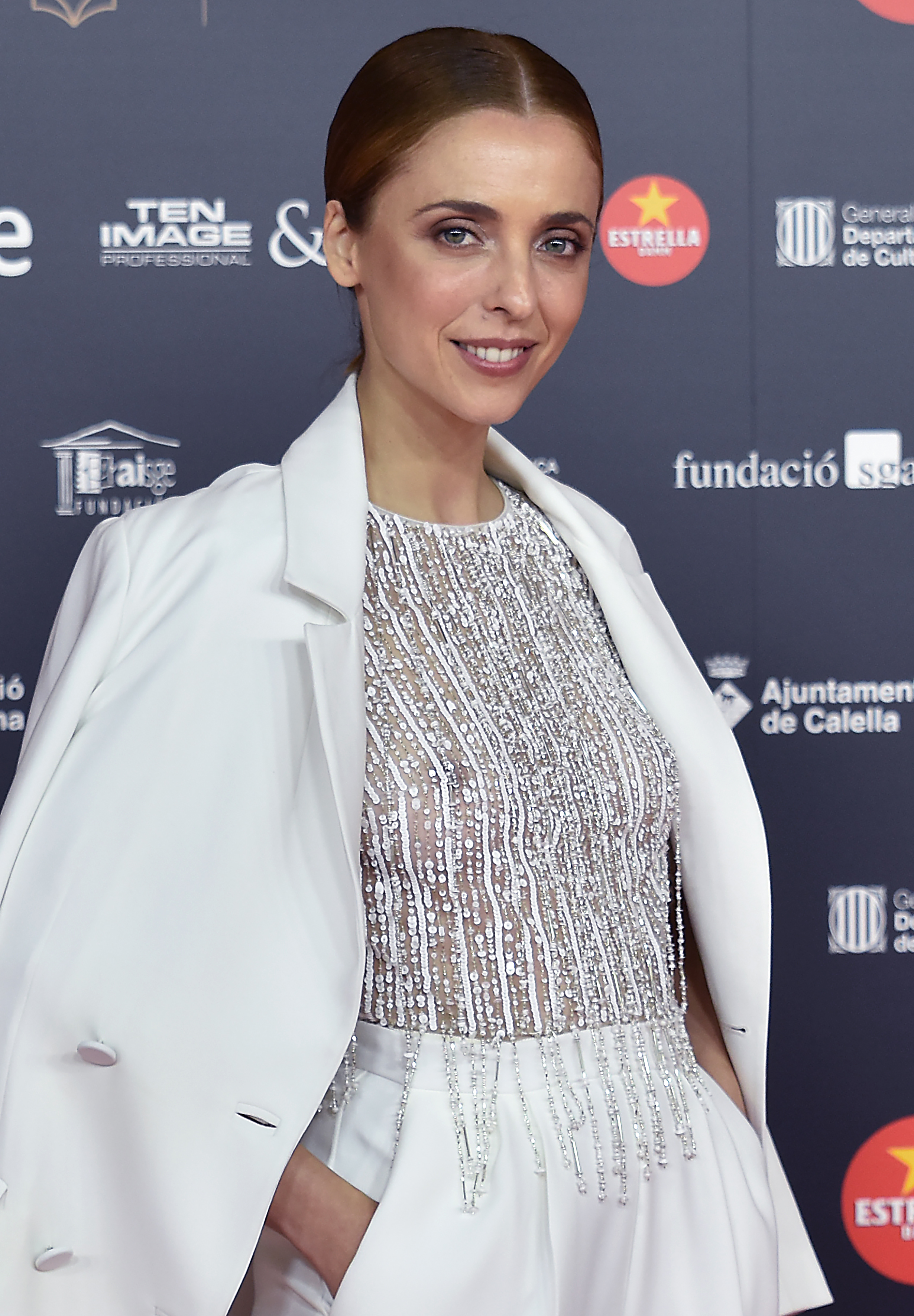
Leticia Dolera (2021)

Leticia Dolera (* 23. Oktober 1981 in Barcelona) ist eine spanische Schauspielerin, Filmregisseurin und Drehbuchautorin.

## Karriere
Leticia Dolera gab ihr Schauspieldebüt in der Fernsehserie Al salir de clase, in der sie von 2000 bis 2002 die Rolle der Ángela Illera spielte. Damit begann sie eine erfolgreiche Karriere und spielte z. B. in Filmen wie El otro lado de la cama (2002), Imagining Argentina (2003), neben Antonio Banderas und Emma Thompson, Semen, una historia de amor (2005) oder Man Push Cart, der drei Nominierungen bei den Independent Spirit Awards erhielt. 2012 spielte sie im dritten Teil der [●REC]-Reihe – mit dem Titel REC 3: Genesis – die Hauptrolle der Clara.

## Filmografie (Auswahl)
- 2000–2002: Al salir de clase (Fernsehserie, 357 Folgen)
- 2002: El otro lado de la cama
- 2002: Bellas durmientes
- 2003: Besos de gato
- 2003: Imagining Argentina
- 2004: Hospital Central (Fernsehserie, 7 Folgen)
- 2005: Semen, una historia de amor
- 2005: Los Serrano (Fernsehserie, 11 Folgen)
- 2005: Man Push Cart
- 2006: Agatha Christie: Einladung zum Mord (Petits meurtres en famille, Fernsehfilm)
- 2007: Presumptes implicats (Fernsehfilm)
- 2008: El espejo (Fernsehfilm)
- 2008: Mà morta truca a la porta (Fernsehfilm)
- 2008: Guante blanco (Fernsehserie, 8 Folgen)
- 2009: Imago mortis
- 2009: Wendy placa 20957 (Fernsehfilm)
- 2010: Circuit
- 2010: Cuatro estaciones
- 2011: De tu ventana a la mía
- 2011: Kënu
- 2012: Holmes & Watson – Madrid Days
- 2012: REC 3: Genesis (REC 3: Génesis)
- 2012–2013: Mad Dogs (Fernsehserie, 6 Folgen)
- 2013: Inquilinos (Fernsehserie, Folge 1x07 Lentejas con chorizo)
- 2013: Violet
- 2013: The Last Days – 12 Wochen nach der Panik (Los últimos días)
- 2013: Bloguera en construcción (Fernsehserie, 8 Folgen)
- 2014: Kamikaze
- 2015: Requisitos para ser una persona normal
- 2015: La novia
- 2015: Die Bewährung des Jimmy Rose (The Trials of Jimmy Rose, Miniserie, 3 Folgen)
- 2015: Cites (Fernsehserie, Folge 1x05 Anna – Èric i Clàudia – Víctor)
- 2016: The Nightmare Worlds of H.G. Wells (Fernsehserie, Folge 1x02 The Devotee of Art)
- 2016: Bajo sospecha (Fernsehserie, 6 Folgen)
- 2017: Verónica – Spiel mit dem Teufel (Verónica)
- 2018: Quién te cantará
- 2019: ¿Qué te juegas?
- 2019–2020: Perfect Life (Vida perfecta, Fernsehserie, 14 Folgen)
- 2020: En casa (Fernsehserie, Folge 1x03 Mi jaula)
- 2022: El Fin del Amor (Fernsehserie, Folge 1x01 La versión femenina de James Dean)
- 2023: Noche de Chicas (Fernsehserie, 6 Folgen)
- 2023: La caja de arena (Fernsehserie, 6 Folgen)
- 2025: Zum Töten gern (A muerte, Fernsehserie, 7 Folgen)